# Museo al aire libre

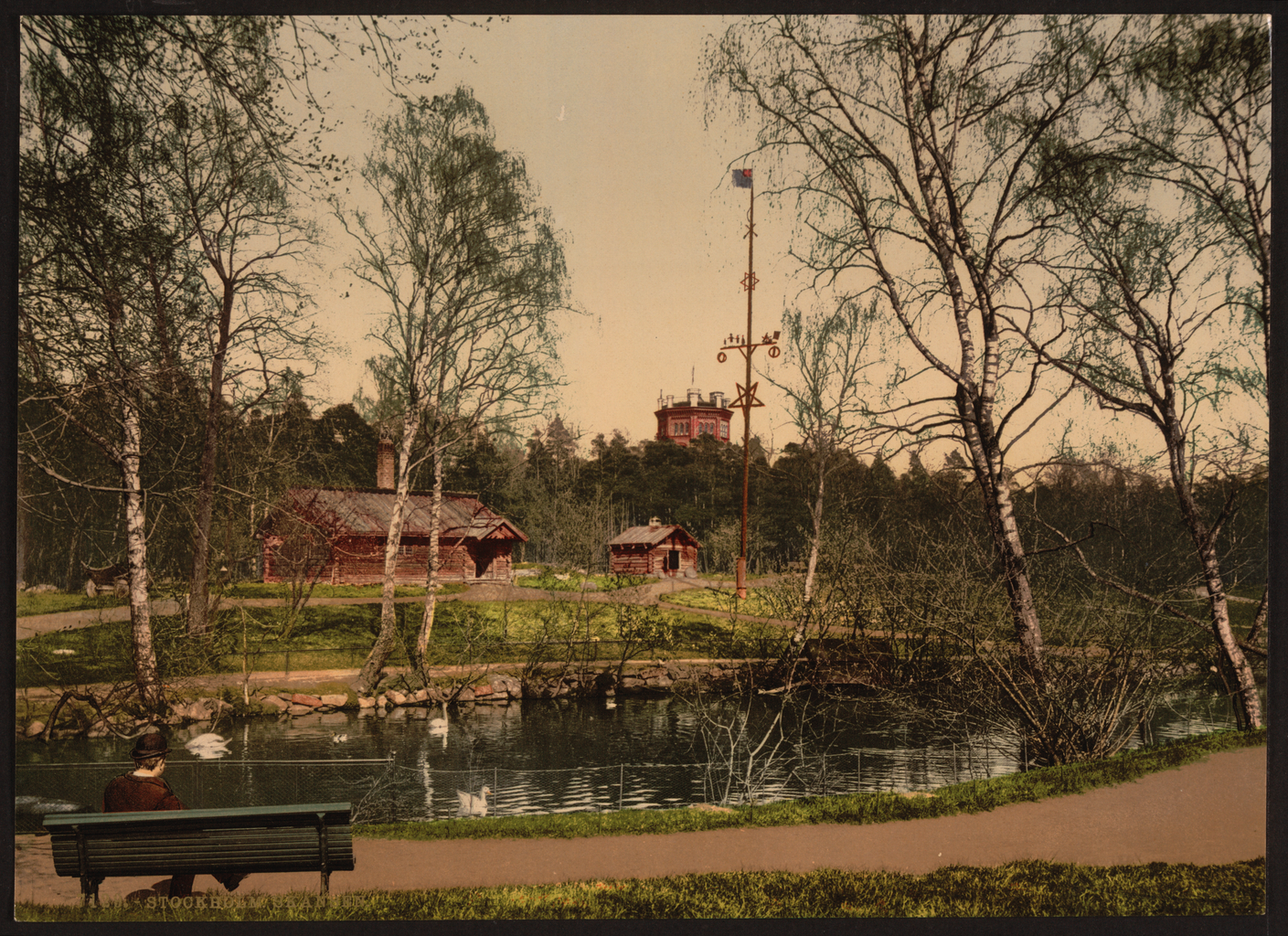
Imagen histórica del Skansen, museo al aire libre y zoológico abierto, inaugurado alrededor de 1900, primer museo completo al aire libre definido como tal.

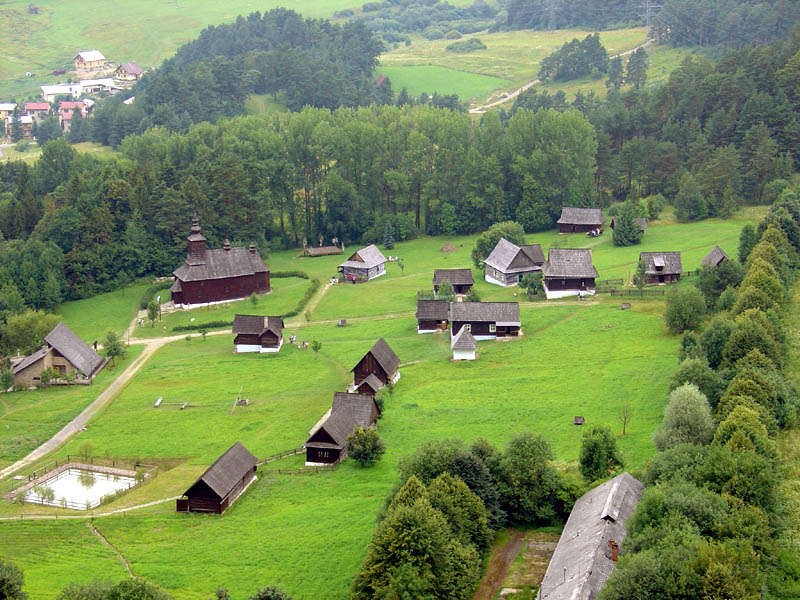
Imagen aérea de Stará Ľubovňa, una localidad eslovaca, parte de la cual sirve de museo al aire libe.

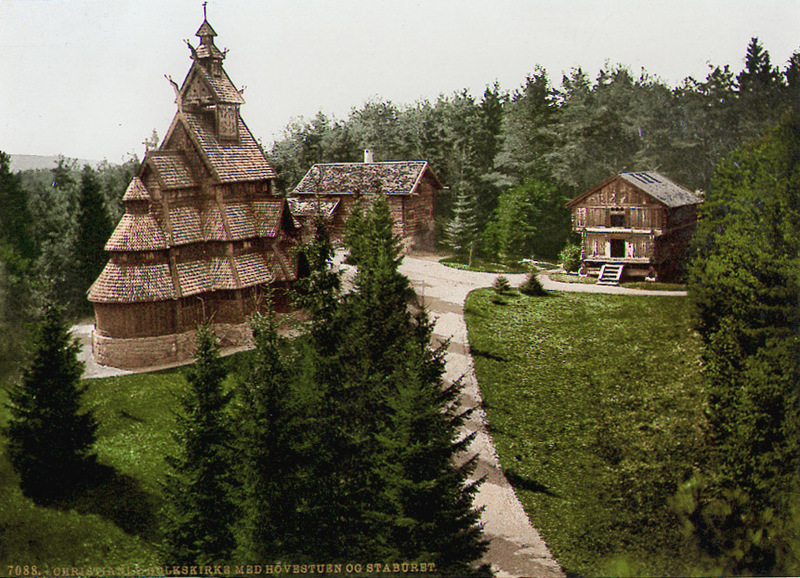
Vista del museo al aire libre de Bygdøy (Oslo), inaugurado en 1881, de los primeros de su tipo.

Un museo al aire libre, también llamado museo a cielo abierto, es un museo cuyas exhibiciones tienen lugar en un recinto abierto, es decir fuera de los confines de un edificio, en superficies de distintas dimensiones, desde patios y parcelas a terrenos extensos como campos o poblaciones enteras (históricas o diseñadas a este fin).

## Tipos de museos al aire libre
Algunos museos al aire libre se desarrollan en torno a elementos ya existentes, como edificaciones históricas o yacimientos arqueológicos, teniendo por tanto una posición fija y siendo sus principales elementos expositivos inalterables y amovibles.
Otros tipos de museos al aire libre son aquellos que exponen objetos de gran tamaño, como vehículos, maquinaría, barcos, tramos de ferrocarriles, túneles y similares, o maquetas de grandes dimensiones. A su vez, un museo clásico puede contar más allá de sus exhibiciones en salas y galerías también con una o más exhibiciones al aire libre, normalmente por exponer piezas que por su tamaño o naturaleza requieren de espacio más amplio. Algunos museos al aire libre cuentan con varias ubicaciones.
Muchos de los museos de este tipo son museos vivientes, y otros ofrecen recreaciones y recorridos guiados e interactivos. Entre los museos al aire libre se incluyen y se exhiben:
- colecciones de objetos de granes dimensiones,
- edificios e instalaciones,
- patios de museos cerrados,
- exhibiciones de jardinería,
- museos vivientes y recreaciones,
- museos folk,
- parques temáticos,[3]
- poblaciones en miniatura,
- conjuntos de murales,
- planetarios de grandes dimensiones,
- yacimientos arqueológicos,
- cementerios.[4]

Algunos museos al aire libre pueden formar parte integral de una calle, un barrio o un municipio, no teniendo ningún rasgo que los separe físicamente del resto de la población. La ciudad blanca de Tel Aviv, por ejemplo, es un espacio museístico que reúne decenas de edificios de estilo Bauhaus repartidos por toda la ciudad. El conjunto de viviendas sociales sin terminar de la Comunidad de Madrid conforma un museo al aire libre que se enfoca en la arquitectura de este tipo de edificios del siglo xix. Hay quienes consideran museos al aire libre a calles, parques y avenidas emblemáticas y llenas de monumentos históricos y puntos de referencia cultural, como es el caso de La Rambla de Barcelona. El conjunto de murales de arte urbano realizados en Puerto Rico a mediados de la década de 2010 también se considera por artistas y expertos un museo al aire libre.

## Origen y uso del concepto
El concepto ‘museo al aire libre’ tiene su origen en Escandinavia, donde a lo largo del siglo xix se hacía cada vez más común, y a partir de allí se fue extendiendo a nivel global. La primera extensa narración de la historia del museo al aire libre tuvo lugar en el libro del museólogo sueco Sten Rentzhog, llamado Open Air Museums: The History and Future of a Visionary Idea (Los museos al aire libre: La historia y futuro de una idea visionaria).
El primer museo en ser considerado oficialmente un museo al aire libre fue el Skansen («La fortaleza»), ubicado en la isla de Djurgården, en Estocolmo (Suecia). Fundado en 1891, combina un zoológico y un museo que narra el modo de vida en Suecia durante los últimos siglos.
En algunos idiomas, como el inglés, el uso del término open-air museum hace referencia sobre todo a un tipo concreto de museo —el museo de historia viva (living museum)—, siendo muchas veces uno el sinónimo del otro.
Muchos de los museos al are libre incluyen el término en su nombre oficial, como el Museo de Escultura al Aire Libre de La Castellana o el Museo al Aire Libre de Aracena.

## Museos de historia viva
Los museos de historia viva o museos vivenciales, incluyendo museos vivientes, granjas vivientes y similares, son museos al aire libre donde intérpretes que forman parte del personal del museo (pudiendo ser actores profesionales o voluntarios aficionados) retratan la vida cotidiana o acontecimientos específicos de una época de la historia, interpretando a personas coetáneas vestidas de ropa de época, que realizan actividades cotidianas (tareas domésticas, ejercicio de sus oficios, producción de obras de artesanía, etc.) o acciones que representan el acontecimiento que se conmemora (como una batalla).
El objetivo es transmitir al público por medio de la recreación (la demostración activa) los antiguos estilos de vida y actividades históricas. Por ejemplo, al entrar en una casa típica, el visitante puede encontrarse con su «morador» cocinando, batiendo mantequilla, hilando lana o tejiendo. Fuera, en el campo, los labradores cultivan sus huertas sin el apoyo de equipo o maquinaría moderna. Entre los oficios que se presentan (con demostraciones activas de su ejercicio), se incluyen artesanos tradicionales, como herreros, estañeros, plateros, tejedores, curtidores, armeros, toneleros, alfareros, molineros, aserradores, ebanistas, tallistas de madera, impresores, médicos y comerciantes.

## Galería: Ejemplos de exhibiciones al aire libre

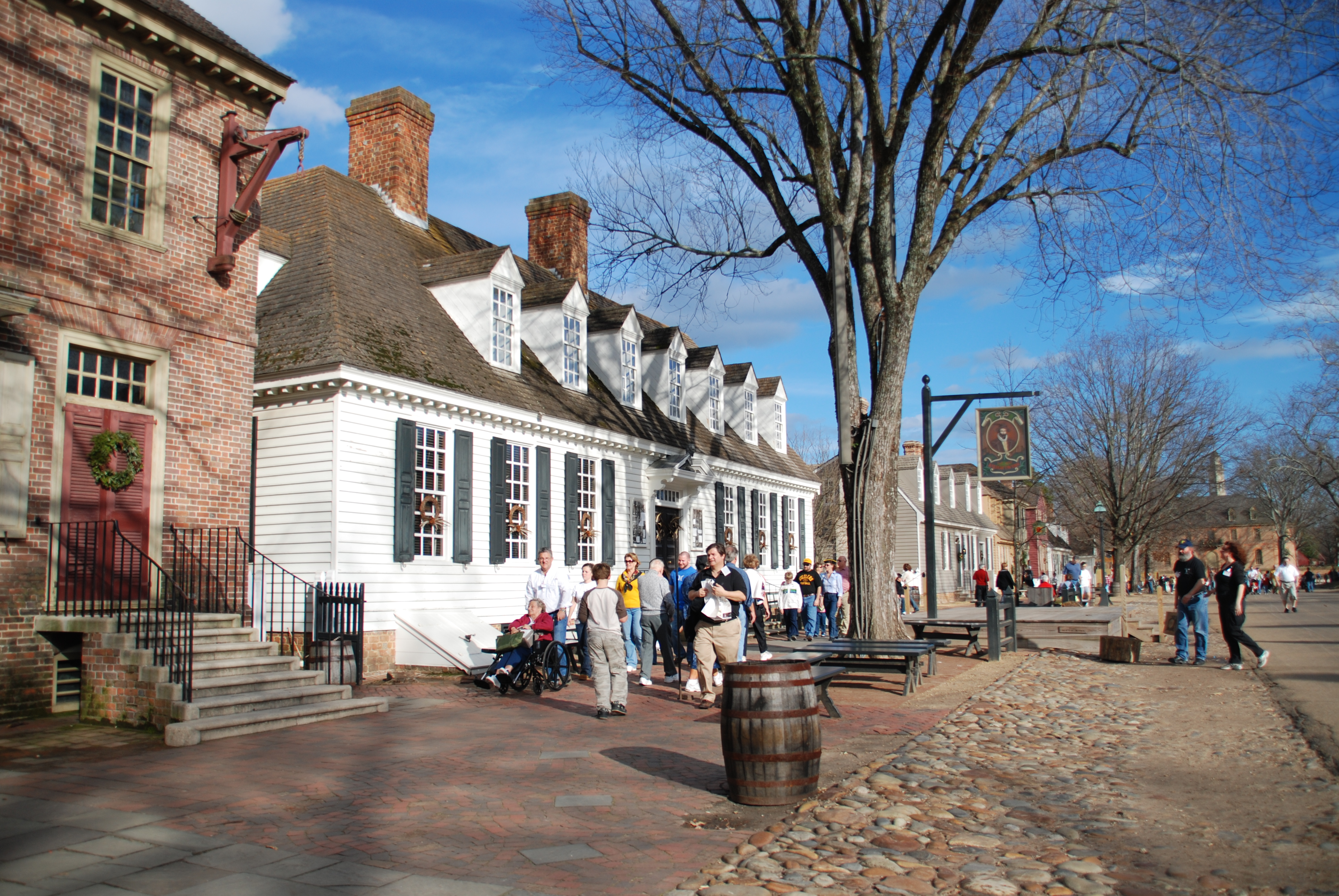
El Colonial Williamsburg, recreación de la capital de la colonia de Virginia, reúne cientos de edificios recreados.
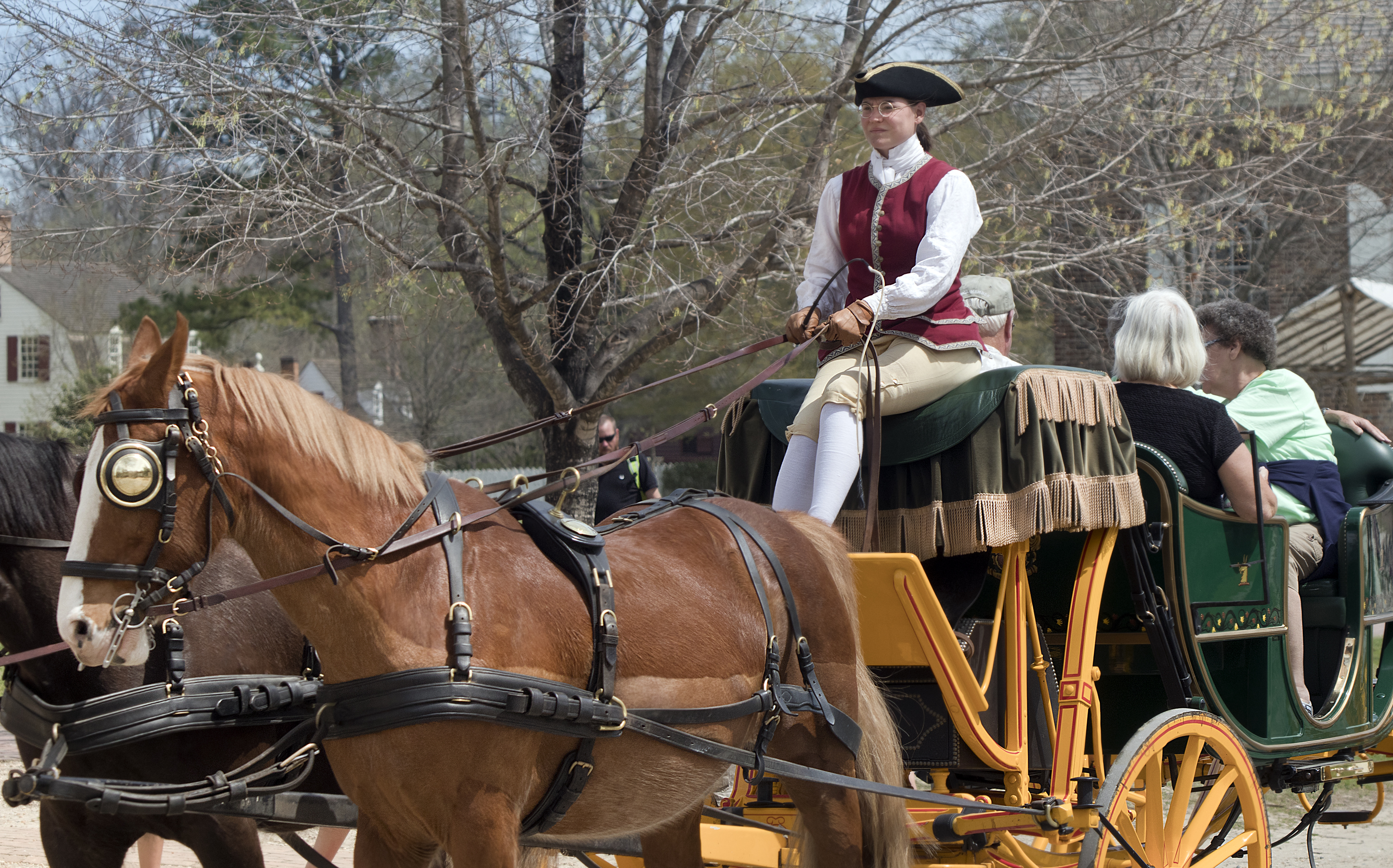
Las recreaciones históricas con participación del público forman parte del Colonial Williamsburg.
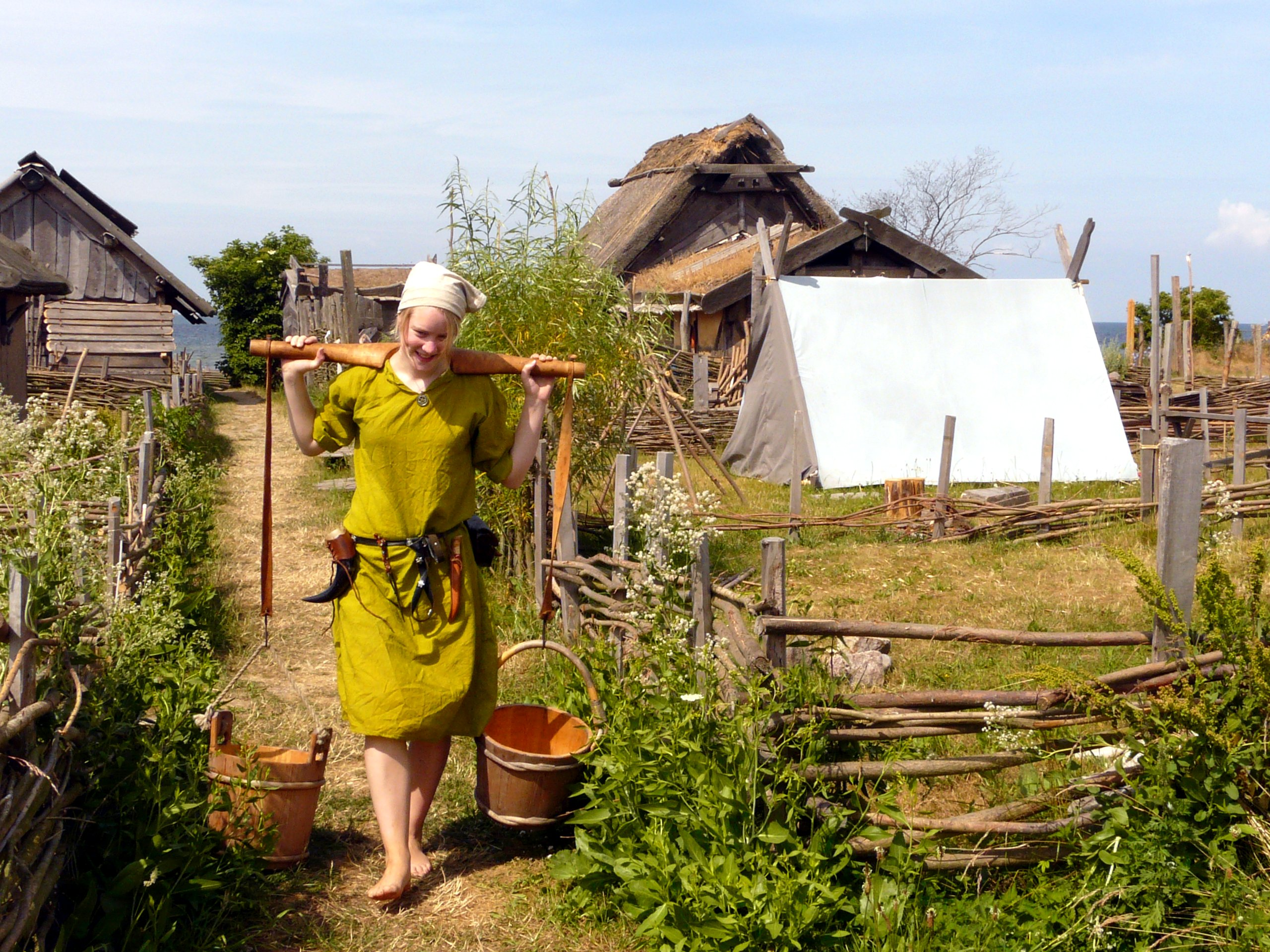
El museo Foteviken (Suecia) ofrece recreaciones de actividades cotidianas de la era de los vikingos.
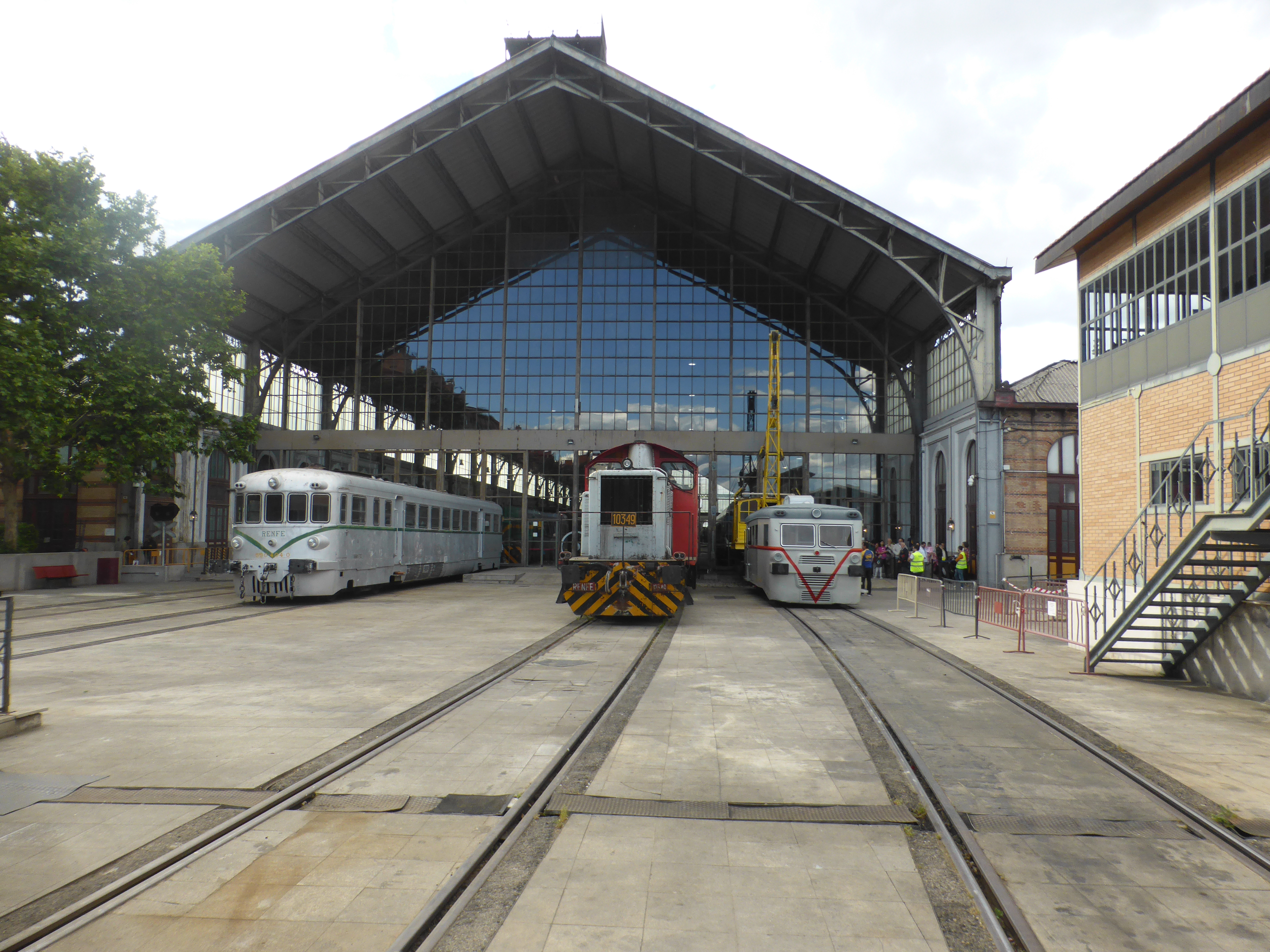
La estación de Delicias, exhibición al aire libre del Museo del Ferrocarril de Madrid.
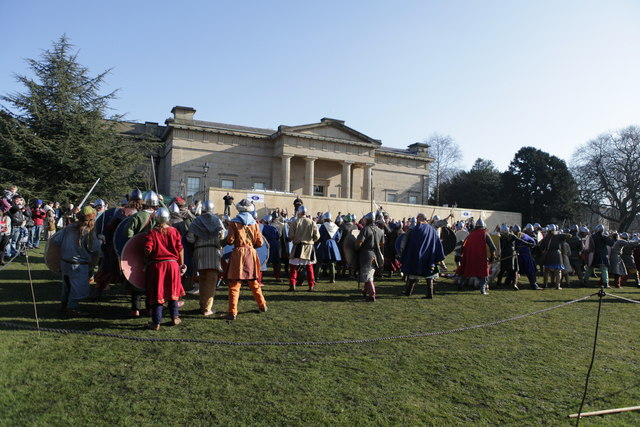
‘Vikingos’ del reino vikingo de York preparando una redada, recreación del museo Jorvik.
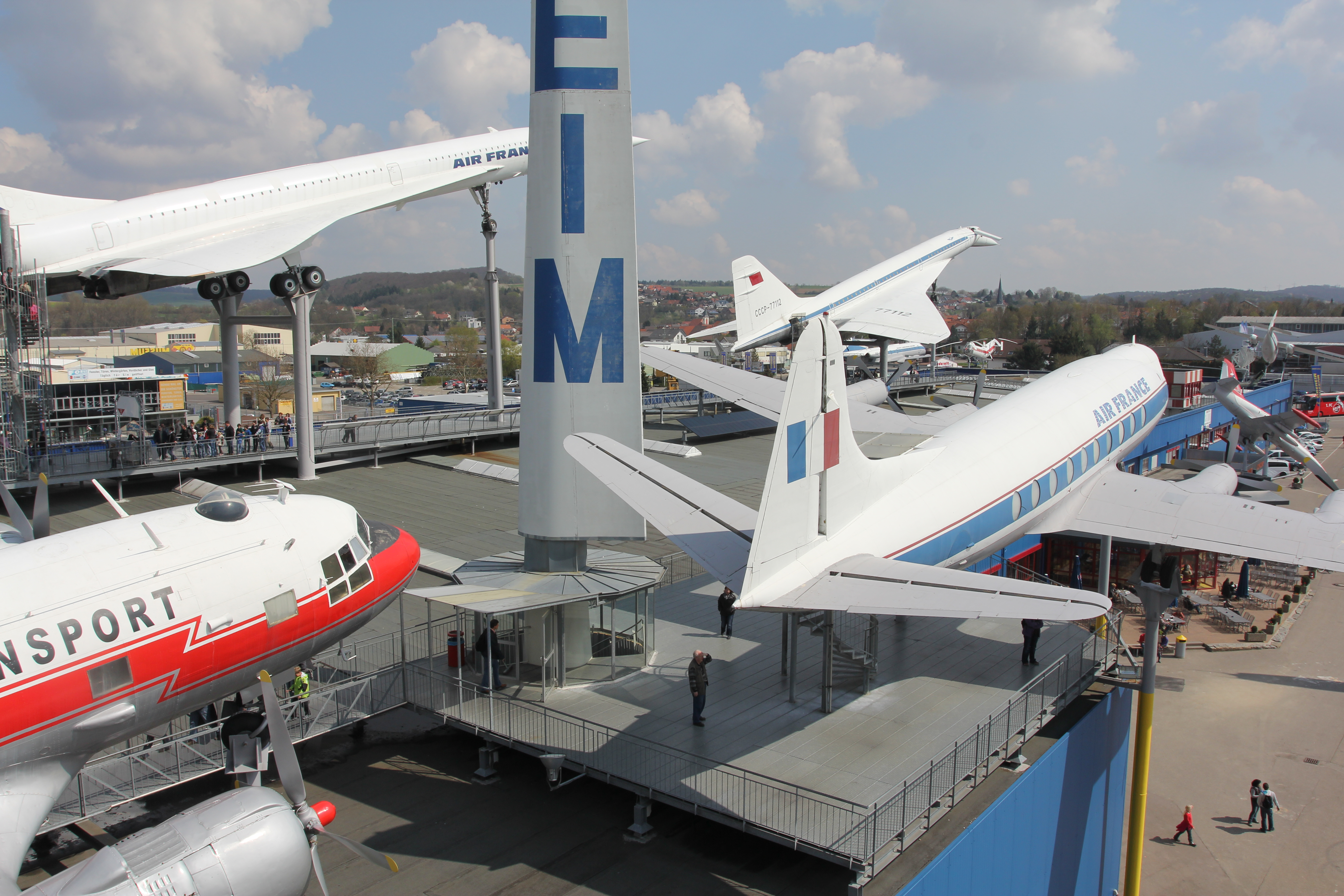
Exhibición al aire libre de aviones en las azoteas del Museo de la Automoción y la Tecnología de Sinsheim.
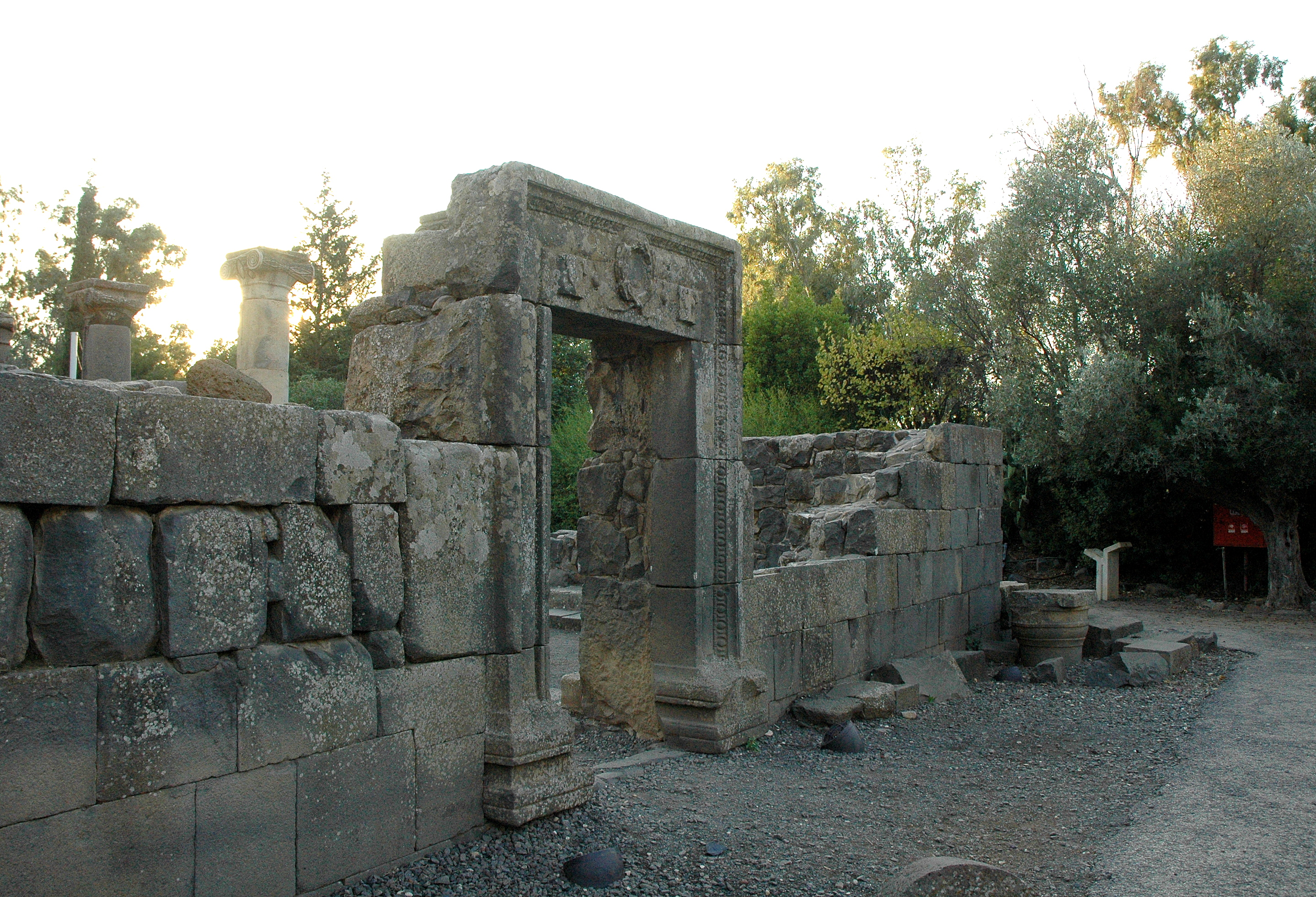
Museo de la Aldea Talmúdica de Katzrín, reconstrucción arqueológica y museo al aire libre.
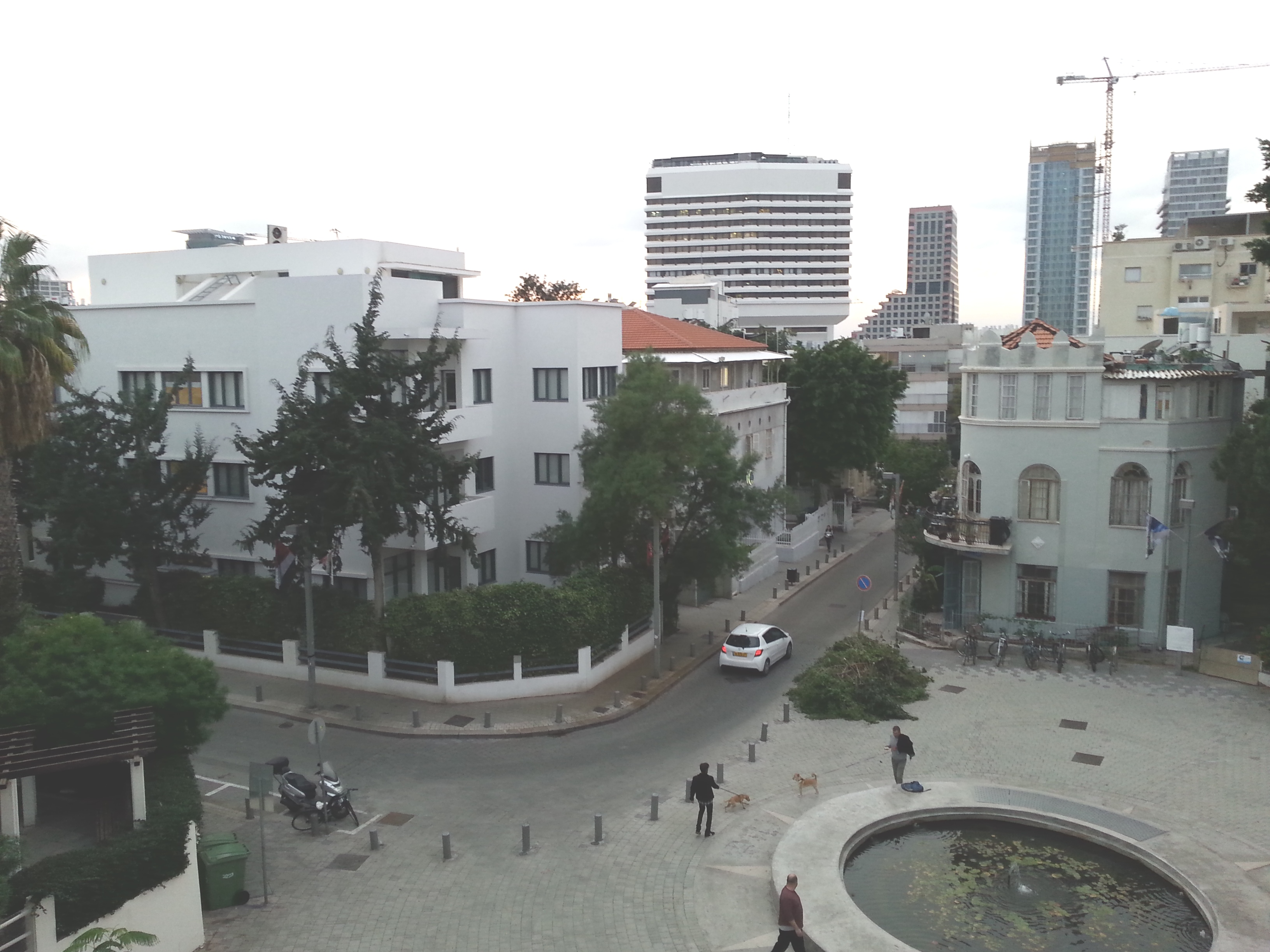
Una plaza de Tel Aviv que reúne algunos edificios al estilo Bauhaus que forman parte de la ciudad Blanca.
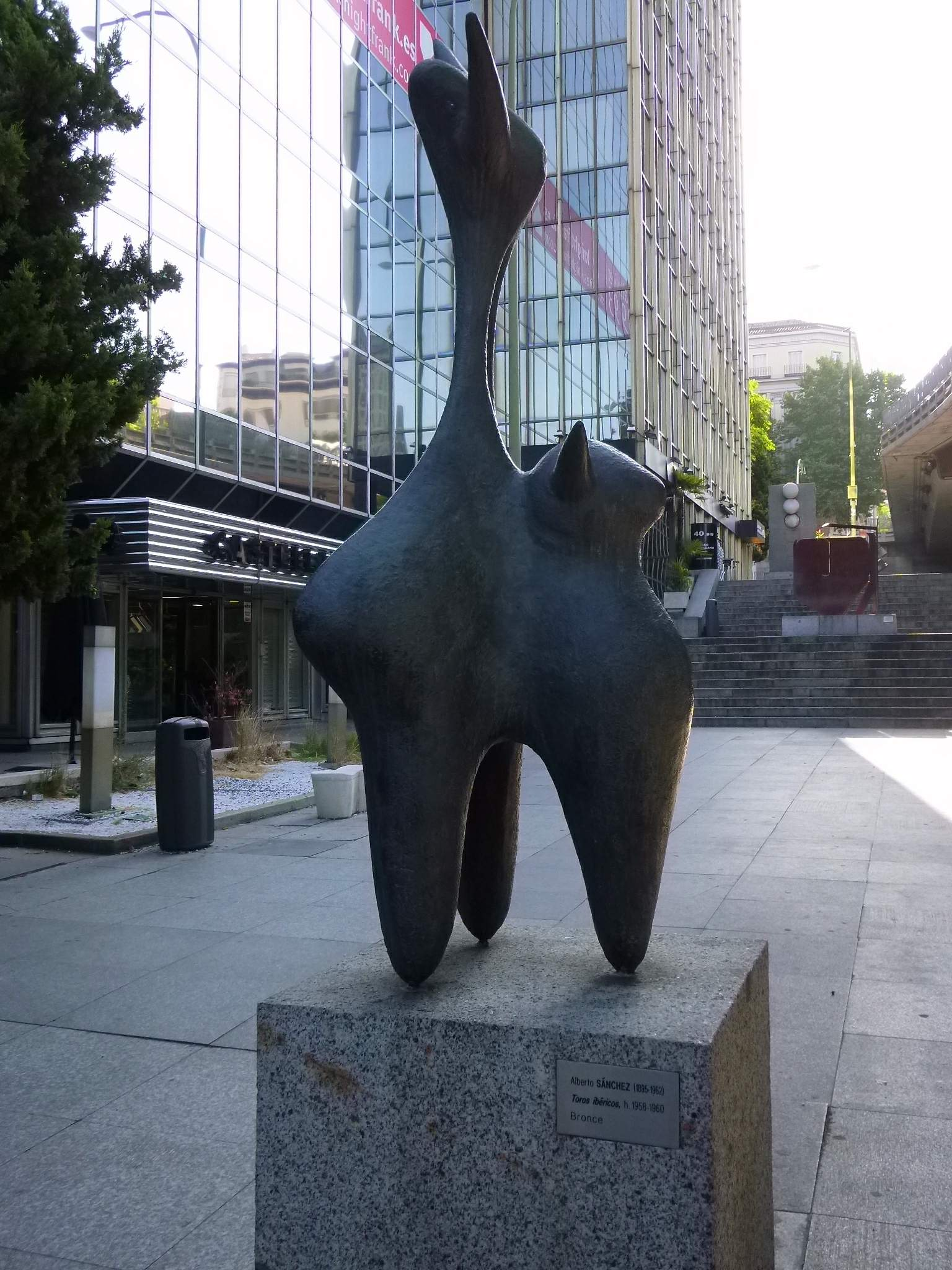
Una escultura del Museo de Escultura al Aire Libre de La Castellana.